# Érika Ortega Sanoja
Érika Ortega Sanoja (Caracas, 17 de abril de 1981) es una periodista venezolana. Fue diputada por el Partido Socialista Unido de Venezuela (PSUV). Actualmente se desempeña como corresponsal en Venezuela de la cadena de noticias rusa RT.

## Biografía
Ha trabajado en la Agencia Venezolana de Noticias, Radio Nacional de Venezuela y Venezolana de Televisión, donde también se desempeñó como presentadora de los noticieros y varios programas de opinión.
Esto le ha permitido reportear en momentos importantes de la historia política y social de Latinoamérica como la conformación de la Comunidad de Estados Latinoamericanos y Caribeños en el 2012; las cumbres del Grupo de Río y el ALBA tras el golpe de Estado contra el expresidente hondureño José Manuel Zelaya; la Cumbre de América del Sur y África en el 2009 y encuentros comerciales de alto nivel entre Venezuela e Irán y Petrocaribe.
Cubrió la entrega del Premio Príncipe de Asturias al Sistema de Orquestas Infantiles y Juveniles de Venezuela y como reportera ha entrevistado a numerosos líderes políticos latinoamericanos: Hugo Chávez, Nicolás Maduro, Raúl Castro, Daniel Ortega, Cristina Fernández de Kirchner, Rafael Correa, Fernando Lugo, Manuel Zelaya y el exsecretario general de la OEA, José Miguel Insulza; así como a talentos venezolanos de la talla de Gustavo Dudamel y Pastor Maldonado.
En el 2011, fue galardonada con el Premio Nacional de Periodismo, junto a la Unidad de Investigaciones de VTV por su documental, ‘El Federal: La gran estafa, que investigó el desfalco del Banco Federal’. 
Aparte de su lengua materna, domina el francés y el inglés, ama el ballet clásico, el estudio de las Relaciones Internacionales y la geopolítica de los hidrocarburos. 
Desde mayo de 2016 forma parte de la cadena de noticias rusa RT como corresponsal en Venezuela. Ha entrevistado a personajes importantes del ámbito político, social y cultural de Venezuela y Latinoamérica como Jacinto Pérez Arcay, mentor político de Chávez, así como al embajador Roy Chaderton, al ministro de Petróleo de Venezuela, Eulogio del Pino, al grupo musical GUACO, a la bailarina venezolana, Zhandra Rodríguez,  al Ministro para el Desarrollo Minero Ecológico, Roberto Mirabal, y a Pablo Beltrán, número tres del Ejército de Liberación Nacional de Colombia.

## Premios y reconocimientos
- Orden de la Defensa Nacional, grado COMENDADOR Archivado el 27 de octubre de 2016 en Wayback Machine., otorgado por el Ministerio del Poder Popular para la Defensa (2016)
- Orden Gran Cacique Guaicaipuro, en su única clase, conferida por el Concejo Legislativo del Municipio Guaicaipuro del estado Bolivariano de Miranda, por su labor al frente de los medios de comunicación en Venezuela (2015)
- Premio Municipal Aníbal Nazoa, categoría Televisión, por su trabajo periodístico realizado en el programa Mesa Informativa transmitido por Venezolana de Televisión (VTV). (2014)
- Premio Nacional de Periodismo al mejor Equipo de Investigación por Documental: El Federal, la Gran Estafa (2011)
- Orden General de División José Antonio Anzoátegui en su Segunda Clase 2009, otorgada por el estado Anzoátegui (2009)
- Orden Casa Fuerte en su Tercera Clase, otorgada por el Consejo Legislativo del estado Anzoátegui. (2009)